# Stříbrnice, Přerov
Stříbrnice là một làng thuộc huyện Přerov, vùng Olomoucký, Cộng hòa Séc.